# Cratere Repin
Repin  è un cratere sulla superficie di Mercurio.